# 와이드 릴리즈
와이드 릴리즈은 2014년에 설립된 대한민국의 영화 수입·배급사이다.

## 개요
대한민국의 기업. 영화 배급사이다. 본사는 서울특별시 강남구 압구정로48길 35, 5층 (신사동)에 있다.

## 상세
이창언 대표가 2014년 창립한 영화 배급사이다. 빨간머리 앤과 그랜드 피아노를 한국 영화 시장에 배급하면서 첫 데뷔를 가졌다. 링크
회사 홈페이지가 따로 없고, 이창언 대표의 페이스북을 통해 회사 소식을 올린다. 
의외로 애니메이션 영화를 많이 배급한다. 첫 배급작인 빨간머리 앤부터 낮잠공주: 모르는 나의 이야기, 아기돼지 3형제와 쿵푸랜드, 펭이와 친구들의 남극대모험과 같이 중국 애니메이션 영화나 일본 애니메이션 영화가 많다. 2016년쯤 토마스가 KBS로 넘어오면서 토마스와 친구들의 극장판들을 배급하기도 했다.